# کانگ مین هیوک (بدمینتون‌باز)
کانگ مین هیوک (انگلیسی: Kang Min-hyuk؛ زادهٔ ۱۷ فوریهٔ ۱۹۹۹) بدمینتون‌باز اهل کره جنوبی است.